# Leo & Leo
Leo & Leo ist eine deutsche Kinderbuchserie, verfasst von Tobias Goldfarb. Die Bücher sind als Rätselkrimis aufgebaut, wobei nach jedem Kapitel ein Rätsel gelöst werden muss. Insgesamt erschienen zwischen 2012 und 2014 sechs Bände. Die Bücher wurden im moses. Verlag veröffentlicht.

## Handlung
Die Zwillinge Leonie und Leonard gründen in Band 1 zusammen ein Detektivbüro mit dem Namen Leo & Leo. In London treffen sie auf die beiden Detektive Leopold und Leopolt, Bekannte der Queen von England, welche ein gleichnamiges Detektivbüro führen, ebenfalls Zwillinge sind und Nachfolger suchen. In den Geschichten reisen die Geschwister in verschiedene Länder, wobei sie dank eines Spezialgetränks immer die jeweilige Sprache beherrschen und jagen Verbrecher wie den Professor.

## Bücher
| Band | Titel                | Erscheinungsjahr | Illustrationen |
| ---- | -------------------- | ---------------- | -------------- |
| 1    | Mann mit Hund        | 2012             | Andrea Köhrsen |
| 2    | Die launische Lora   | 2012             | Andrea Köhrsen |
| 3    | Der große Pavaruso   | 2013             | Andrea Köhrsen |
| 4    | Das Jade-Äffchen     | 2013             | Andrea Köhrsen |
| 5    | Kaspirov der Pinguin | 2014             | Thilo Krapp    |
| 6    | Der Spatz von Paris  | 2014             | Thilo Krapp    |

## Charaktere

### Leonie und Leonard
Die Zwillinge gründeten zusammen die Detektivagentur Leo & Leo.

### Frau Schmitz
Die Nachbarin von Leonie und Leonard ist die Cousine von Leopold und Leopolt und unterstützt die Nachwuchsdetektive immer wieder mit ihrer Labernade, einem Getränk, mit dem man alle Sprachen der Welt sprechen kann und weiterer Spezialausrüstung.

### Hamster Kruso
Der verrückte Hamster von Frau Schmitz begleitet die Zwillinge immer auf ihren Reisen.

### Leopold und Leopolt
Privatdetektive in Ruhestand, Freunde der Queen von England und Direktoren der IDEA, der Internationalen Detektiv- und Ermittlerakademie.

### Der Professor
Den ehemals gefährlichsten Verbrecher der Welt lernen die Detektive bereits in Band 1 kennen. Auffällig ist, dass er an der rechten Hand  sechs Finger hat und gegen fast alles allergisch ist. Später wird er Lehrer in der IDEA.

### Luzifera
Die Fernsehköchin und Leiterin der Verbrecherorganisation KRAKE taucht das erste Mal in Band 5 auf. Immer dabei ist ihr Mops Grotto.